# آيوزي بيريز
آويزي بيريز، المعروف كذلك بآيوزي (ولد في 1993 بجزر الخالدات) هو لاعب كرة قدم أسباني. يلعب حاليا مع فياريال في الدوري الإسباني.

## وصلات خارجية
- آيوزي بيريز على موقع الاتحاد الأوربي (الإنجليزية)
- آيوزي بيريز على موقع قاعدة بيانات كرة القدم.إي يو (الإنجليزية)
- آيوزي بيريز على موقع Soccerbase.com (لاعب) (الإنجليزية)
- آيوزي بيريز على موقع Soccerway.com (الإنجليزية)
- آيوزي بيريز على موقع عالم كرة القدم.نت (الإنجليزية)